# Cenarchis capitolina
Cenarchis capitolina är en fjärilsart som beskrevs av Edward Meyrick 1924. Cenarchis capitolina ingår i släktet Cenarchis och familjen praktmalar, Oecophoridae. Inga underarter finns listade i Catalogue of Life.